# Hifoides
Hifoides is een geslacht van kevers uit de familie  
kniptorren (Elateridae).
Het geslacht is voor het eerst wetenschappelijk beschreven in 1906 door Schwarz.

## Soorten
Het geslacht omvat de volgende soorten:
- Hifoides semiotides (Schwarz, 1906)
- Hifoides semiotoides Schwarz, 1906